# Renzo Stefani
Renzo Stefani (* 12. Februar 1922 in Lussingrande, Lussino, Provinz Pola, Königreich Italien; † 15. Juni 2007 in Cagliari) war ein italienischer Zoologe und Hochschullehrer. Seine Forschungsschwerpunkte waren die Entomologie und die Herpetologie.

## Leben
Stefani wurde 1922 als Sohn des Grundschullehrers Francesco Stefani auf der zum Königreich Italien gehörenden Insel Lussino (heute als Lošinj Teil von Kroatien) geboren. 1940 lebte er in Zara und 1942 Fiume, als Istrien noch ein Teil von Italien war. 1950 graduierte er unter der Leitung von Umberto D’Ancona an der Universität Padua in den Naturwissenschaften. 1952 wurde er Dozent für Systematische Zoologie an der Universität Cagliari. 1958 erlangte er die freie Lehrtätigkeit in Zoologie und 1965 die Professur an der Universität Sassari. Nach dem Tod von Celso Guareschi, dem damaligen Direktor des Zoologischen Instituts der Universität Cagliari, wurde Stefani 1966 zum Professor für Zoologie, Histologie, Embryologie und Vergleichende Anatomie sowie zum neuen Direktor des Zoologischen Instituts berufen. Anfang 1994 wurde er pensioniert.
Stefani widmete sich der Gattung der Tarsenspinner (Embioptera) und schrieb Abhandlungen über die Zytogenetik von sardinischen Arten sowie über die geografische Parthenogenese von Haploembia solieri. Ferner studierte er die Lebensweise der Salinenkrebse (Artemia salina). 1970 beschrieb er in der Publikation Contributo alla conoscenza dei formicidi cavernicoli della Sardegna das sardinische Ameisentaxon Ponera sulcitana, das jedoch heute als Synonym für die Art Hypoponera punctatissima gilt. Aus herpetologischer Sicht befasste er sich mit den Lungenlosen Salamandern Sardiniens, von denen er 1969 die beiden Arten Speleomantes flavus und Speleomantes imperialis erstbeschrieb.
Stefani war Mitglied der Senckenbergischen Naturforschenden Gesellschaft in Frankfurt am Main, der Società Entomologica Italiana und der New York Academy of Sciences. 1960 wurde er mit dem Premio Battista Grassi der Accademia Nazionale dei Lincei ausgezeichnet.